# Yaxeni Oriquen
Yaxeni Milagros Oriquen Perez, coniugata Garcia (Caracas, 3 settembre 1966), è un'ex culturista venezuelana.

## Biografia
Nata in una famiglia di otto figli (quattro maschi e quattro femmine) arriva al culturismo professionista nel 1993 partecipando in quello stesso anno al Venezuelan National, Ibero American, Southern American, Central American Championschips, arrivando in tutti questi quattro concorsi al primo posto. Il suo culmine come culturista professionista lo raggiunge nel 2005 vincendo il titolo di Ms. Olympia, massimo titolo conferito nel culturismo femminile. È arrivata anche prima classificata nel prestigioso concorso Ms. International del 2002, 2003 e 2005.
È sposata con Tomas Garcia ed ha un figlio, Louis, nato nel 1990.
Oggi vive in Florida (a Miami Beach) e parla correttamente inglese.
È molto religiosa, e va quotidianamente in chiesa. 
Ha avuto anche esperienza da modella, attrice TV e di teatro.

## Dati personali
È una delle culturiste più grosse che sono in attività i suoi dati sono:
- Altezza: 173 cm
- Peso di concorso: 77 kg
- Peso fuori concorso: 86 kg
- Circonferenza bicipiti: 47 cm

## Storia professionale
- 1993 Venezuelan National, 1ª classificata
- 1993 Ibero American, 1ª
- 1993 Southern American, 1ª
- 1993 Central American Championschips, 1ª
- 1994 Jan Tana Classic, 10ª
- 1994 IFBB Gran Prix Praga ,10ª
- 1995 Jan Tana Classic, 9ª
- 1995 IFBB Gran Prix Praga, 9ª
- 1996 Jan Tana Classic, 12ª

- 1998 Ms International, 11ª
- 1998 Jan Tana Classic, 4ª
- 1999 Women's Pro Extravaganza, 3ª
- 1999 Ms olympia, 10ª
- 2000 Ms International, 6ª
- 2001 Ms International,4ª
- 2002 Ms International, 1ª
- 2002 Ms Olympia, 4ª
- 2003 Ms international, 1ª

- 2003 Ms Olympia, 3ª
- 2004 Ms International, 2ª
- 2004 Ms Olympia, 3ª
- 2005 Ms International, 1ª
- 2005 Ms Olympia, 1ª
- 2006 Ms International, 3ª
- 2006 Ms Olympia, 7ª
- 2007 Ms International, 2ª
- 2007 Ms Olympia, 3ª